# 北大西洋条約機構イタリア緊急展開軍団
座標: 北緯45度38分40秒 東経8度51分27秒 / 北緯45.644384度 東経8.857403度
北大西洋条約機構イタリア緊急展開軍団（きたたいせいようじょうやくきこうイタリアきんきゅうてんかいぐんだん、英語: NATO Rapid Deployable Corps - Italy、略称：NRDC-IT、もしくはRapid Deployable Italian Corps：緊急展開イタリア軍団）は、北大西洋条約機構における軍事機構分野の欧州連合軍内に編成されている地上軍高即応部隊司令部と実働体たる緊急展開軍団のこと。2001年11月に編成され、司令部はイタリア共和国ミラノ近郊北西のソルビアーテ・オローナに所在している。

## 歴史
イタリア緊急展開軍団の基となった部隊はイタリア陸軍第3軍団であった。冷戦時代の旧第3軍団はイタリア陸軍の予備軍団としてワルシャワ条約機構軍の侵攻に備えていた。また第4軍団および第5軍団と共に南欧連合陸軍（LANDSOUTH）の一角を担っていた。当時の軍団に与えられた任務には予想されるワルシャワ条約機構軍の侵攻に対して防衛線を形成する2個軍団のための総予備としての責任を負っていた。
軍団司令部はマウロ・デル・ヴェッキオ陸軍中将の下で2005年8月から2006年5月までアフガニスタンに展開している国際治安支援部隊（ISAF）の指揮を担当していた。

## 組織
イタリア緊急展開軍団は通常、イタリア陸軍第1通信連隊が常時指揮下にあり、必要に応じていくつかの師団や旅団および支援部隊が軍団長の下におかれる。上級指揮機関はナポリ統連合軍司令部かリスボン統連合軍司令部またはブルンスム統連合軍司令部のいずれかがあてられる。
イタリア緊急展開軍団の主導国は文字通りイタリアで、軍団長には代々イタリア陸軍中将が充てられる。司令部については軍団長以下幕僚の大部分がイタリア人で構成されるが、NATO加盟15カ国から司令部要員が派遣されている。イタリア以外の要員はブルガリア共和国、フランス共和国、ドイツ連邦共和国、ギリシャ共和国、ハンガリー共和国、オランダ王国、ポーランド共和国、ポルトガル共和国、ルーマニア、スロベニア共和国、スペイン王国、トルコ共和国、イギリスおよびアメリカ合衆国から派遣されている。また軍団司令部施設には航空作戦調整センター（AOCC）と海洋作戦調整センター（MOCC）が併設されている。
司令部と常設部隊
- 中枢参謀部（軍団長支援のための支援グループ）
- 作戦部（計画、指揮支援）
- 戦闘支援部（火力調整、航空、工兵、民軍協力などを担当）
- 副支援司令部（軍団司令部機能の前進移動に責任を負う）
- 戦闘後方支援部（戦闘後方支援）
- 支援旅団および旅団司令部（ソルビアーテ・オローナに所在）
  -   第1通信支援連隊「スプルーガ」（ミラノに所在）
  -   戦術後方支援連隊（ソルビアーテ・オローナに所在）

指定部隊
- 部隊はイタリア軍内から供出される。

## 歴代軍団長
| 緊急反応軍団長 （Corpo D'armata Reazione Rapida - HRF、2001年編成） |  |                                                                    |                |                |
|                                                                     |  | ブルーノ・ヴィヴァ陸軍中将 Bruno Viva                              | 不明           | 2002年3月      |
| イタリアNATO緊急展開軍団長                                          |  |                                                                    |                |                |
| 1                                                                   |  | ファブリッツィオ・カスタニェッティ陸軍中将 it:Fabrizio Castagnetti | 2002年3月19日  | 2004年2月20日  |
| 2                                                                   |  | マウロ・デル・ヴェッキオ陸軍中将 it:Mauro Del Vecchio              | 2004年2月20日  | 2007年9月4日   |
| 3                                                                   |  | ジュゼッペ・エミリオ・ゲイ陸軍中将 Giuseppe Emilio Gay             | 2007年9月4日   | 2008年8月27日  |
| 4                                                                   |  | ジャン・マルコ・キアリーニ陸軍中将 Gian Marco Chiarini             | 2008年8月27日  | 2011年6月30日  |
| 5                                                                   |  | ジョルジオ・バッティスティ陸軍中将 Giorgio Battisti                | 2011年6月30日  | 2014年11月24日 |
| 6                                                                   |  | リッカルド・マルキオ陸軍中将 Riccardo Marchiò                      | 2014年11月24日 | 2016年9月30日  |
| 7                                                                   |  | ロベルト・ペッレッティ陸軍中将 Roberto Perretti                    | 2016年9月30日  | 2019年12月8日  |
| 8                                                                   |  | グリェルモ・ルイージ・ミリェッタ陸軍中将 Guglielmo Luigi Miglietta | 2019年12月9日  | 2022年5月17日  |
| 9                                                                   |  | ロレンツォ・ダッダーリオ陸軍中将 Lorenzo D'Addario                 | 2022年5月18日  |                |